# Анджело Анкіллетті
Анджело Анкіллетті (італ. Angelo Anquilletti; 25 квітня 1943, Сан-Донато-Міланезе — 9 січня 2015, Мілан, Італія) — колишній італійський футболіст, захисник.
Насамперед відомий виступами за клуб «Мілан», а також національну збірну Італії.
Чемпіон Італії. Чотириразовий володар Кубка Італії. Володар Кубка чемпіонів УЄФА. Володар Міжконтинентального кубка. Дворазовий володар Кубка Кубків УЄФА. У складі збірної — чемпіон Європи.

## Клубна кар'єра
У дорослому футболі дебютував 1961 року виступами за команду клубу «Сольб'ятезе», в якій провів три сезони, взявши участь у 87 матчах чемпіонату.
Протягом 1964—1966 років захищав кольори команди клубу «Аталанта».
Своєю грою за останню команду привернув увагу представників тренерського штабу клубу «Мілан», до складу якого приєднався 1966 року. Відіграв за «россонері» наступні одинадцять сезонів своєї ігрової кар'єри. Більшість часу, проведеного у складі «Мілана», був основним гравцем захисту команди. За цей час виборов титул чемпіона Італії, ставав володарем Кубка Італії (чотири рази), володарем Кубка чемпіонів УЄФА, володарем Кубка Кубків УЄФА (двічі).
Завершив професійну ігрову кар'єру у нижчоліговому клубі «Монца», за команду якого виступав протягом 1977—1979 років.

## Виступи за збірну
1969 року дебютував в офіційних матчах у складі національної збірної Італії. Протягом кар'єри у національній команді, яка тривала усього 1 рік, провів у формі головної команди країни лише 2 матчі. Втім, ще роком раніше був включений до складу збірної на домашній чемпіонат Європи 1968 року, де на поле не виходив, однак здобув разом з командою титул континентального чемпіона.

## Статистика виступів

### Статистика клубних виступів
| Сезон                   | Команда                 | Чемпіонат               | Чемпіонат | Чемпіонат | Кубок Італії | Кубок Італії | Кубок Італії | Єврокубки | Єврокубки | Єврокубки | Інші змагання | Інші змагання | Інші змагання | Усього | Усього |
| Сезон                   | Команда                 | Ліга                    | Ігор      | Голів     | Ліга         | Ігор         | Голів        | Ліга      | Ігор      | Голів     | Ліга          | Ігор          | Голів         | Ігор   | Голів  |
| ----------------------- | ----------------------- | ----------------------- | --------- | --------- | ------------ | ------------ | ------------ | --------- | --------- | --------- | ------------- | ------------- | ------------- | ------ | ------ |
| 1961-62                 | «Сольб'ятезе»           | D                       | 21        | 0         | —            | —            | —            | —         | —         | —         | —             | —             | —             | 21     | 0      |
| 1962-63                 | «Сольб'ятезе»           | D                       | 33        | 0         | —            | —            | —            | —         | —         | —         | —             | —             | —             | 33     | 0      |
| 1963-64                 | «Сольб'ятезе»           | C                       | 36        | 0         | —            | —            | —            | —         | —         | —         | —             | —             | —             | 36     | 0      |
| Усього за «Сольб'ятезе» | Усього за «Сольб'ятезе» | Усього за «Сольб'ятезе» | 90        | 0         |              | —            | —            |           | —         | —         |               | —             | —             | 90     | 0      |
| 1964-65                 | «Аталанта»              | A                       | 16        | 0         | КІ           | ?            | ?            | —         | —         | —         | —             | —             | —             | ?      | ?      |
| 1965-66                 | «Аталанта»              | A                       | 32        | 0         | КІ           | ?            | ?            | —         | —         | —         | —             | —             | —             | ?      | ?      |
| Усього за «Аталанту»    | Усього за «Аталанту»    | Усього за «Аталанту»    | 48        | 0         |              | ?            | ?            |           | —         | —         |               | —             | —             | ?      | ?      |
| 1966-67                 | «Мілан»                 | A                       | 28        | 0         | КІ           | 5            | 0            | КМ        | 1         | 0         | КА            | 4             | 0             | 38     | 0      |
| 1967-68                 | «Мілан»                 | A                       | 30        | 0         | КІ           | 10           | 0            | КВК       | 10        | 2         | —             | —             | —             | 50     | 2      |
| 1968-69                 | «Мілан»                 | A                       | 30        | 0         | КІ           | 3            | 0            | КЧ        | 7         | 0         | —             | —             | —             | 40     | 0      |
| 1969-70                 | «Мілан»                 | A                       | 26        | 0         | КІ           | 3            | 0            | КЧ        | 3         | 0         | МКК           | 2             | 0             | 34     | 0      |
| 1970-71                 | «Мілан»                 | A                       | 28        | 0         | КІ           | 12           | 0            | —         | —         | —         | —             | —             | —             | 40     | 0      |
| 1971-72                 | «Мілан»                 | A                       | 28        | 0         | КІ           | 10           | 0            | КУЄФА     | 10        | 0         | —             | —             | —             | 48     | 0      |
| 1972-73                 | «Мілан»                 | A                       | 28        | 0         | КІ           | 5            | 0            | КВК       | 8         | 0         | —             | —             | —             | 41     | 0      |
| 1973-74                 | «Мілан»                 | A                       | 29        | 0         | КІ           | 3            | 0            | КВК       | 9         | 0         | СК            | 2             | 0             | 43     | 0      |
| 1974-75                 | «Мілан»                 | A                       | 11        | 0         | КІ           | 5            | 0            | —         | —         | —         | —             | —             | —             | 16     | 0      |
| 1975-76                 | «Мілан»                 | A                       | 22        | 0         | КІ           | 10           | 0            | КУЄФА     | 8         | 0         | —             | —             | —             | 40     | 0      |
| 1976-77                 | «Мілан»                 | A                       | 18        | 0         | КІ           | 5            | 0            | КУЄФА     | 5         | 0         | —             | —             | —             | 28     | 0      |
| Усього за «Мілан»       | Усього за «Мілан»       | Усього за «Мілан»       | 278       | 0         |              | 71           | 0            |           | 61        | 2         |               | 8             | 0             | 418    | 2      |
| 1977-78                 | «Монца»                 | B                       | 32        | 0         | КІ           | ?            | ?            | —         | —         | —         | —             | —             | —             | ?      | ?      |
| 1978-79                 | «Монца»                 | B                       | 9         | 0         | КІ           | ?            | ?            | —         | —         | —         | —             | —             | —             | ?      | ?      |
| Усього за «Монцу»       | Усього за «Монцу»       | Усього за «Монцу»       | 41        | 0         |              | ?            | ?            |           | —         | —         |               | —             | —             | ?      | ?      |
| Усього                  | Усього                  | Усього                  | 457       | 0         |              | ?            | ?            |           | 61        | 2         |               | 8             | 0             | ?      | ?      |

## Титули і досягнення
- Чемпіон Італії (1):

«Мілан»: 1967-68
- Володар Кубка Італії (4):

«Мілан»: 1966-67, 1971-72, 1972-73, 1976-77
- Володар Кубка європейських чемпіонів (1):

«Мілан»: 1968-69
- Володар Міжконтинентального кубка (1):

«Мілан»: 1969
- Володар Кубка Кубків УЄФА (2):

«Мілан»: 1967-68, 1972-73
- Чемпіон Європи (1): 1968